# Listrodromus javae
Listrodromus javae är en stekelart som beskrevs av Heinrich 1975. Listrodromus javae ingår i släktet Listrodromus och familjen brokparasitsteklar. Inga underarter finns listade i Catalogue of Life.